# Norvégia az Eurovíziós Dalfesztiválokon
Norvégia eddig hatvanhárom alkalommal vett részt az Eurovíziós Dalfesztiválon.
A norvég műsorsugárzó a Norsk rikskringkasting, amely 1950-ben alapító tagja volt az Európai Műsorsugárzók Uniójának, és 1960-ban csatlakozott a versenyhez.
Norvégia eddig három alkalommal, 1985-ben, 1995-ben és 2009-ben aratott győzelmet.

## Története

### Évről évre
Norvégia 1960-ban vett részt először a versenyen. Első sikerüket 1966-ban érték el, amikor a harmadik helyen zártak.
Az 1970-es Eurovíziós Dalfesztivált a többi skandináv országgal, illetve Ausztriával és Portugáliával közösen bojkottálták, mert elégedetlenek voltak az előző évi négyes holtversennyel, de a következő versenyen már ismét részt vettek. A hetvenes években szinte minden második évben a táblázat legalján zártak. Az évek során rekord mennyiségű, szám szerint tizenegy, alkalommal végeztek az utolsó helyen. 1978-ban ők lettek az elsők, akik az 1975-ben bevezetett, ma is használt pontozási rendszerben nulla pontot kaptak, majd 1981-ben ismét.
Első győzelmüket a Bobbysocksnak köszönhetően 1985-ben szerezték. A következő évben így Bergen adott otthont a dalfesztiválnak. Első győzelmük után tíz évre, 1995-ben a Secret Garden szerezte meg Norvégia második győzelmét, így a következő évben az ország fővárosában, Oslóban tartották a versenyt. Hazai pályán a második helyen végeztek, azonban a következő évben pont nélkül utolsó helyen zártak.

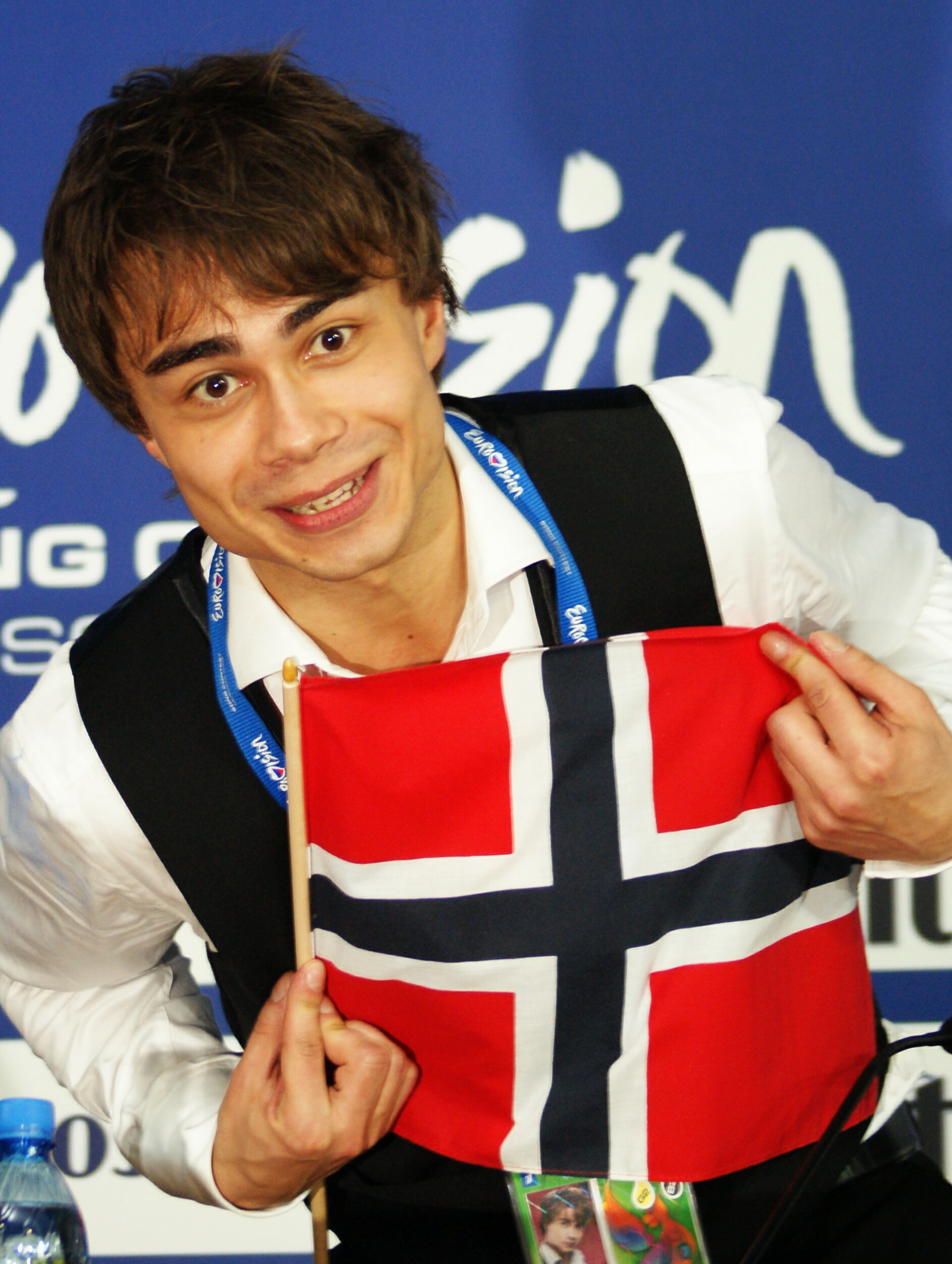
Alexander Rybak, a 2009-es dalfesztivál győztese.

Később kétszer, 2001-ben és 2004-ben, amikor automatikus döntősök voltak az előző évi negyedik helyezés miatt, végeztek utolsó helyen, mindkét alkalommal három pontot szereztek. A 2002-es versenyen nem vehettek részt az 1993 és 2003 között érvényben lévő kieséses rendszer értelmében az előző évi rossz eredmény miatt. 2005-ben ismét a legjobb 10-ben végeztek, szám szerint kilencedikként, így a következő évben ismét automatikus döntősök voltak, azonban a jó eredményt nem sikerült megtartaniuk, tizennegyedikek lettek, a 2007-ben pedig nem jutottak tovább a döntőbe. 2008-ban ötödikek lettek, majd a következő évben az elődöntő megnyerése után a döntőben megszerezték harmadik győzelmüket, a Fairytale című dal szinte minden lehetséges rekordot megdöntött. Így a 2010-es versenynek Oslo adott otthont. Hazai pályán azonban csak a huszadik helyet érték el. A következő évben kiestek az elődöntőn. 2012-ben holtversenyben jutottak tovább az elődöntőből, és a döntőben az utolsó helyen végeztek. A következő három évben azonban mindig az első tízben végeztek (2013-ban negyedikek, majd 2014-ben és 2015-ben nyolcadikak lettek). 2016-ban kiestek az elődöntőben, a következő évben azonban a tizedik helyen végeztek. 2018-ban a 2009-es résztvevőjük, és egyben a dalfesztivál győztese, Alexander Rybak utazott a dalfesztiválra, ahol az elődöntőt megnyerte, viszont a döntőben tizenötödik helyen végzett. 2019-ben annak ellenére, hogy a döntőben a nézői szavazáson sikert arattak és elsők lettek, összesítésben végül csak a hatodik helyen zártak.
2020-ban Ulrikke Brandstorp képviselte volna az országot, azonban március 18-án az Európai Műsorsugárzók Uniója bejelentette, hogy 2020-ban nem tudják megrendezni a versenyt a COVID–19-koronavírus-világjárvány miatt. Az énekesnő végül visszautasította a norvég műsorsugárzó automatikus résztvevői helyére vonatkozó felajánlását a nemzeti döntő mezőnyében. A 2021-ben sikeresen továbbjutottak a döntőbe, ahol 18. helyen végeztek. 2022-ben a siker tovább folytatódott, amikor farkas jelmezbe öltözött duó képviselte őket. Ekkor Norvégia a tizedik helyen végzett. 2023-ban Alessandra versenyzett Norvégia színeiben. Queen of Kings című dala a verseny előtt elterjedt a TikTokon, és számos ország nemzeti toplistájára felkerült. A liverpooli versenyen ötödik helyezett lett végül. 2024-ben tizennyolc év után ismét norvég nyelvű dallal versenyeztek. Az Ulveham azonban utolsó helyezett lett a döntőben csupán 16 ponttal. 2025-ben tizennyolcadik helyezettként zárták a versenyt.

### Nyelvhasználat
Norvégia eddigi hatvanhárom versenydalából harminchat norvég nyelvű, huszonnégy angol nyelvű, három kevert nyelvű: egy angol és francia, egy angol és szuahéli, és egy pedig angol és északi számi volt.
A dalverseny első éveiben nem vonatkozott semmilyen szabályozás a nyelvhasználatra. 1966-tól az EBU bevezette azt a szabályt, hogy mindegyik dalt az adott ország egyik hivatalos nyelvén kell előadni, vagyis Norvégia indulóinak norvég nyelven. Ezt a szabályt 1973 és 1976 között rövid időre eltörölték. Ők ezalatt minden alkalommal egy angol nyelvű dallal neveztek. 1973-ban angol és francia kevert nyelvű dallal neveztek, mely emellett megpróbálta az összes részt vevő ország nyelvét megszólaltatni legalább egy szó erejéig. 1974-es daluk a dalverseny történetének első angol nyelvű dala volt, mely az utolsó helyen végzett. 
A nyelvhasználatot korlátozó szabályt 1999-ben véglegesen eltörölték. Azóta 2006 kivételével minden évben angol nyelvű dallal neveztek. A 2019-es daluk tartalmazott részleteket egy speciális éneklési technikában, a joikában is. 2023-ban daluk intrója tartalmazott néhány mondatot olasz és egy kifejezést latin nyelven is.

### Nemzeti döntő
Norvégia nemzeti döntője a Melodi Grand Prix, és 1991 kivételével mindig ennek segítségével választották ki indulójukat. Azokban az években, amikor Norvégia nem vett részt a nemzetközi versenyen, nem rendezték meg. 1991-ben a norvég tévé nemzeti döntő nélkül, belső kiválasztással jelölte ki a norvég indulót.
A kezdetekben jellemző volt, hogy a dalokat kétszer is előadták, és egy zsűri választotta ki a győztes dalt, és azt, hogy ki énekelje. Ez a formátum 1976-ig volt használatban.
A hetvenes és nyolcvanas években meghatározó alakja volt a nemzeti döntőnek egy zenész házaspár, Jahn Teigen és Anita Skorgan. Együtt és külön-külön is többször képviselték hazájukat, emellett szinte minden évben részt vettek a norvég selejtezőn, Jahn Teigen utoljára 2005-ben.

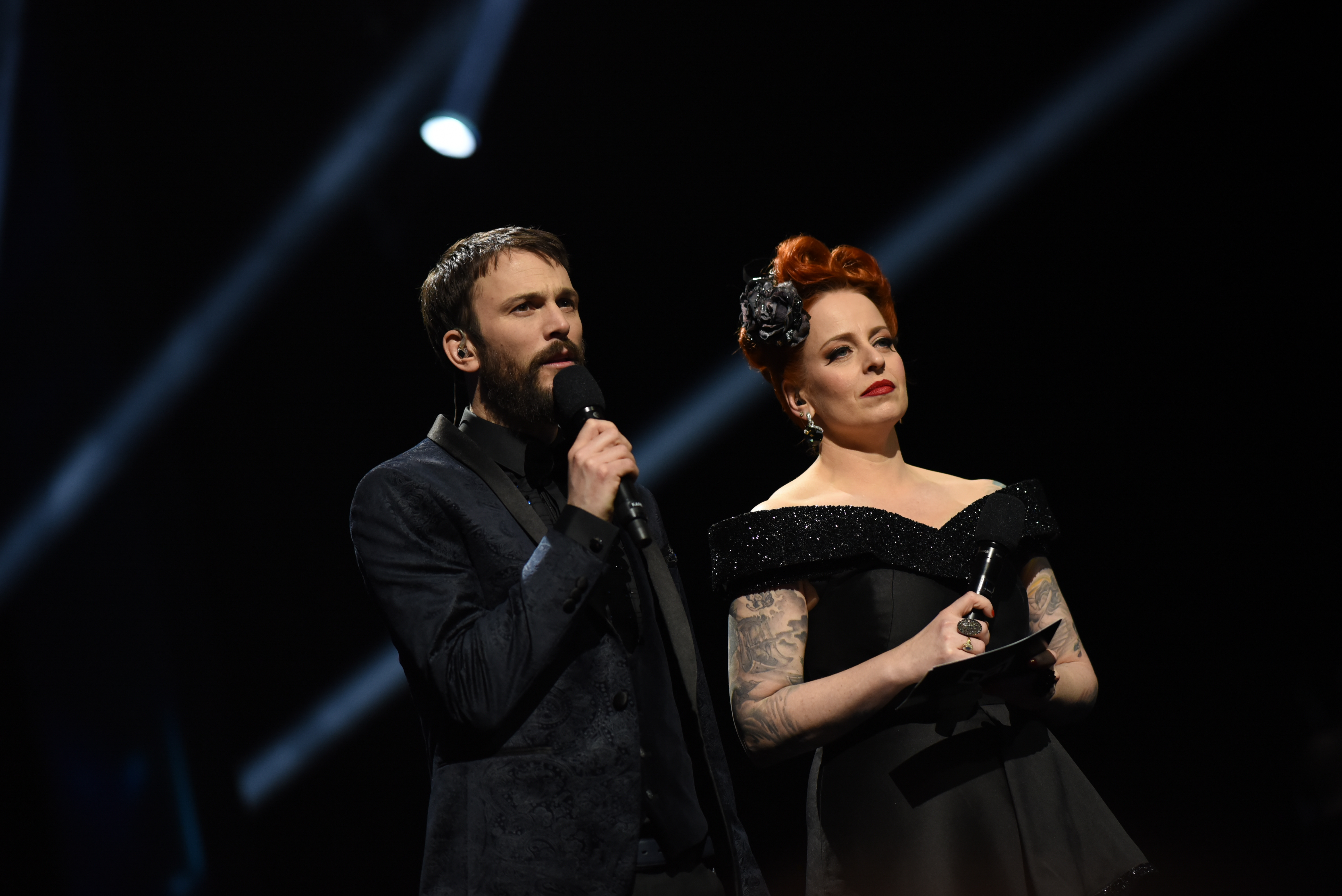
Kåre Magnus Berg és Sylia Nymoen a 2018-as norvég döntő műsorvezetői

1994-től a nézők is részt vettek a döntésben, telefonos szavazás segítségével, és 2000-ben kétfordulós szavazást vezettek be: az első körben kiválasztották a legjobb négyet, és utána már csak rájuk lehetett szavazni. 2006 óta a svéd Melodifestivalen mintájára a döntőt négy elődöntő is megelőzi. A döntőben regionális zsűrik és regionálisan összesített nézői szavazatok alakítják ki a végeredményt. 2015 és 2019 között csak egy döntőt rendeztek, 2017-ben újításként nemzetközi zsűrik is szavazhattak, köztük Magyarország is.
2020-ban ismét visszaállították az elődöntős rendszert. Ebben az évben minden elődöntőben egy adott régió művészeire összpontosítottak, közülük elődöntőként egy előadó jutott tovább a döntőbe, ahol összesen tíz dal versenyzett. Újítás volt, hogy öt előadót előre kiválasztottak, akik biztonságban voltak, és csak a döntőben versenyeztek. A verseny alatt csak a közönség, a műsorsugárzó weboldalán elérhető szavazófelületen, döntött a végeredmények kialakításában. 2021-ben elhagyták a regionális felbontásokat elődöntőnként. Emellett 5 helyett 6 automatikus döntőst választottak ki. Bevezetésre kerül egy második esély forduló, ahol az elődöntőkből tovább nem jutott dalok versenyetek. Emiatt a döntőben az előző évhez képest nem 10, hanem 12 előadó versenyzett. 2023-ban már nem voltak automatikus döntősök, mindössze három elődöntőt rendeztek, elődöntőnként három előadó jutott tovább a trondheimi döntőbe. A döntőbe a nézői szavazás mellett 2019 után újra volt nemzetközi zsűris szavazás.

## Résztvevők
| Év   | Előadó                                       | Dal                              | Magyar fordítás                     | Döntő                   | Pontszám                | Elődöntő             | Pontszám             |
| ---- | -------------------------------------------- | -------------------------------- | ----------------------------------- | ----------------------- | ----------------------- | -------------------- | -------------------- |
| 1960 | Nora Brockstedt                              | Voi-Voi                          | —                                   | 4.                      | 11                      | Nem volt elődöntő    | Nem volt elődöntő    |
| 1961 | Nora Brockstedt                              | Sommer i Palma                   | Palma-i nyár                        | 7.                      | 10                      | Nem volt elődöntő    | Nem volt elődöntő    |
| 1962 | Inger Jacobsen                               | Kom sol, kom regn                | Jöjj nap, jöjj eső                  | 10.                     | 2                       | Nem volt elődöntő    | Nem volt elődöntő    |
| 1963 | Anita Thallaug                               | Solhverv                         | Napforduló                          | 13.                     | 0                       | Nem volt elődöntő    | Nem volt elődöntő    |
| 1964 | Arne Bendiksen                               | Spiral                           | Spirális                            | 8.                      | 6                       | Nem volt elődöntő    | Nem volt elődöntő    |
| 1965 | Kirsti Sparboe                               | Karusell                         | Körhinta                            | 13.                     | 1                       | Nem volt elődöntő    | Nem volt elődöntő    |
| 1966 | Åse Kleveland                                | Intet er nytt under solen        | Nincs új a Nap alatt                | 3.                      | 15                      | Nem volt elődöntő    | Nem volt elődöntő    |
| 1967 | Kirsti Sparboe                               | Dukkemann                        | Bábu                                | 14.                     | 2                       | Nem volt elődöntő    | Nem volt elődöntő    |
| 1968 | Odd Børre                                    | Stress                           | Feszültség                          | 13.                     | 2                       | Nem volt elődöntő    | Nem volt elődöntő    |
| 1969 | Kirsti Sparboe                               | Oj, oj, oj, så glad jeg skal bli | Jaj, jaj, jaj, milyen boldog leszek | 16.                     | 1                       | Nem volt elődöntő    | Nem volt elődöntő    |
|      |                                              |                                  |                                     |                         |                         | Nem volt elődöntő    | Nem volt elődöntő    |
| 1971 | Hanne Krogh                                  | Lykken er...                     | A boldogság...                      | 17.                     | 65                      | Nem volt elődöntő    | Nem volt elődöntő    |
| 1972 | Grethe Kausland és Benny Borg                | Småting                          | Apróságok                           | 14.                     | 73                      | Nem volt elődöntő    | Nem volt elődöntő    |
| 1973 | Bendik Singers                               | It's Just a Game                 | Ez csak egy játék                   | 7.                      | 89                      | Nem volt elődöntő    | Nem volt elődöntő    |
| 1974 | Anne-Karine Strøm és Bendik Singers          | The First Day of Love            | A szerelem első napja               | 14.                     | 3                       | Nem volt elődöntő    | Nem volt elődöntő    |
| 1975 | Ellen Nikolaysen                             | Touch My Life With Summer        | Nyárral érintsd meg az életemet     | 18.                     | 11                      | Nem volt elődöntő    | Nem volt elődöntő    |
| 1976 | Anne-Karine Strøm                            | Mata Hari                        | —                                   | 18.                     | 7                       | Nem volt elődöntő    | Nem volt elődöntő    |
| 1977 | Anita Skorgan                                | Casanova                         | —                                   | 14.                     | 18                      | Nem volt elődöntő    | Nem volt elődöntő    |
| 1978 | Jahn Teigen                                  | Mil etter mil                    | Mérföld mérföld után                | 20.                     | 0                       | Nem volt elődöntő    | Nem volt elődöntő    |
| 1979 | Anita Skorgan                                | Oliver                           | Olivér                              | 11.                     | 57                      | Nem volt elődöntő    | Nem volt elődöntő    |
| 1980 | Sverre Kjelsberg és Mattis Hætta             | Sámiid Ædnan                     | A számik földje                     | 16.                     | 15                      | Nem volt elődöntő    | Nem volt elődöntő    |
| 1981 | Finn Kalvik                                  | Aldri i livet                    | Soha az életben                     | 20.                     | 0                       | Nem volt elődöntő    | Nem volt elődöntő    |
| 1982 | Jahn Teigen és Anita Skorgan                 | Adieu                            | Isten veled                         | 12.                     | 40                      | Nem volt elődöntő    | Nem volt elődöntő    |
| 1983 | Jahn Teigen                                  | Do Re Mi                         | Dó, ré, mi                          | 9.                      | 53                      | Nem volt elődöntő    | Nem volt elődöntő    |
| 1984 | Dollie de Luxe                               | Lenge leve livet                 | Éljen soká az élet                  | 17.                     | 29                      | Nem volt elődöntő    | Nem volt elődöntő    |
| 1985 | Bobbysocks                                   | La det swinge                    | Engedd ringatózni                   | 1.                      | 123                     | Nem volt elődöntő    | Nem volt elődöntő    |
| 1986 | Ketil Stokkan                                | Romeo                            | Rómeó                               | 12.                     | 44                      | Nem volt elődöntő    | Nem volt elődöntő    |
| 1987 | Kate Gulbrandsen                             | Mitt liv                         | Az életem                           | 9.                      | 65                      | Nem volt elődöntő    | Nem volt elődöntő    |
| 1988 | Karoline Krüger                              | For vår jord                     | A Földünknek                        | 5.                      | 88                      | Nem volt elődöntő    | Nem volt elődöntő    |
| 1989 | Britt Synnøve Johansen                       | Venners nærhet                   | Barátok közelsége                   | 17.                     | 30                      | Nem volt elődöntő    | Nem volt elődöntő    |
| 1990 | Ketil Stokkan                                | Brandenburger Tor                | A Brandenburgi kapu                 | 21.                     | 8                       | Nem volt elődöntő    | Nem volt elődöntő    |
| 1991 | Just 4 Fun                                   | Mrs. Thompson                    | Thompsonné                          | 17.                     | 14                      | Nem volt elődöntő    | Nem volt elődöntő    |
| 1992 | Merethe Trøan                                | Visjoner                         | Látomások                           | 18.                     | 23                      | Nem volt elődöntő    | Nem volt elődöntő    |
| 1993 | Silje Vige                                   | Alle mine tankar                 | Minden gondolatom                   | 5.                      | 120                     | Nem volt elődöntő    | Nem volt elődöntő    |
| 1994 | Elisabeth Andreassen és Jan Werner Danielsen | Duett                            | —                                   | 6.                      | 76                      | Nem volt elődöntő    | Nem volt elődöntő    |
| 1995 | Secret Garden                                | Nocturne                         | Noktürn                             | 1.                      | 148                     | Nem volt elődöntő    | Nem volt elődöntő    |
| 1996 | Elisabeth Andreassen                         | I evighet                        | Örökké                              | 2.                      | 114                     | Nem volt elődöntő    | Nem volt elődöntő    |
| 1997 | Tor Endresen                                 | San Francisco                    | —                                   | 24.                     | 0                       | Nem volt elődöntő    | Nem volt elődöntő    |
| 1998 | Lars A. Fredriksen                           | Alltid sommer                    | Örökké nyár                         | 8.                      | 79                      | Nem volt elődöntő    | Nem volt elődöntő    |
| 1999 | Stig Van Eijk                                | Living My Life Without You       | Nélküled élni az életemet           | 14.                     | 35                      | Nem volt elődöntő    | Nem volt elődöntő    |
| 2000 | Charmed                                      | My Heart Goes Boom               | A szívem megdobban                  | 11.                     | 57                      | Nem volt elődöntő    | Nem volt elődöntő    |
| 2001 | Haldor Lægreid                               | On My Own                        | Egymagamban                         | 22.                     | 3                       | Nem volt elődöntő    | Nem volt elődöntő    |
|      |                                              |                                  |                                     |                         |                         | Nem volt elődöntő    | Nem volt elődöntő    |
| 2003 | Jostein Hasselgård                           | I’m Not Afraid to Move On        | Nem félek továbblépni               | 4.                      | 123                     | Nem volt elődöntő    | Nem volt elődöntő    |
| 2004 | Knut Anders Sørum                            | High                             | Fent                                | 24.                     | 3                       | Automatikusan döntős | Automatikusan döntős |
| 2005 | Wig Wam                                      | In My Dreams                     | Az álmaimban                        | 9.                      | 125                     | 6.                   | 164                  |
| 2006 | Christine Guldbrandsen                       | Alvedansen                       | A manótánc                          | 14.                     | 36                      | Automatikusan döntős | Automatikusan döntős |
| 2007 | Guri Schanke                                 | Ven a bailar conmigo             | Gyere, táncolj velem                | Nem jutott be a döntőbe | Nem jutott be a döntőbe | 18.                  | 48                   |
| 2008 | Maria                                        | Hold On Be Strong                | Tarts ki, légy erős                 | 5.                      | 182                     | 4.                   | 106                  |
| 2009 | Alexander Rybak                              | Fairytale                        | Tündérmese                          | 1.                      | 387                     | 1.                   | 201                  |
| 2010 | Didrik Solli-Tangen                          | My Heart Is Yours                | A szívem a tiéd                     | 20.                     | 35                      | Automatikusan döntős | Automatikusan döntős |
| 2011 | Stella Mwangi                                | Haba haba                        | Lépésről lépésre                    | Nem jutott be a döntőbe | Nem jutott be a döntőbe | 17.                  | 30                   |
| 2012 | Tooji                                        | Stay                             | Maradj!                             | 26.                     | 7                       | 10.                  | 45                   |
| 2013 | Margaret Berger                              | I Feed You My Love               | Táplállak szerelmem                 | 4.                      | 191                     | 3.                   | 120                  |
| 2014 | Carl Espen                                   | Silent Storm                     | Csendes vihar                       | 8.                      | 88                      | 6.                   | 77                   |
| 2015 | Mørland & Debrah Scarlett                    | A Monster Like Me                | Egy olyan szörnyeteg, mint én       | 8.                      | 102                     | 4.                   | 123                  |
| 2016 | Agnete                                       | Icebreaker                       | Jégtörő                             | Nem jutott be a döntőbe | Nem jutott be a döntőbe | 13.                  | 63                   |
| 2017 | Jowst                                        | Grab the Moment                  | Megragadni a pillanatot             | 10.                     | 158                     | 5.                   | 189                  |
| 2018 | Alexander Rybak                              | That’s How You Write a Song      | Így írsz egy dalt                   | 15.                     | 144                     | 1.                   | 266                  |
| 2019 | KEiiNO                                       | Spirit in the Sky                | Szellem az égen                     | 6.                      | 331                     | 7.                   | 210                  |
| 2020 | Ulrikke Brandstorp                           | Attention                        | Figyelem                            | Elmaradt a verseny      | Elmaradt a verseny      | Elmaradt a verseny   | Elmaradt a verseny   |
| 2021 | TIX                                          | Fallen Angel                     | Bukott angyal                       | 18.                     | 75                      | 10.                  | 115                  |
| 2022 | Subwoolfer                                   | Give That Wolf a Banana          | Adj egy banánt annak a farkasnak    | 10.                     | 182                     | 6.                   | 177                  |
| 2023 | Alessandra                                   | Queen of Kings                   | A királyok királynője               | 5.                      | 268                     | 6.                   | 102                  |
| 2024 | Gåte                                         | Ulveham                          | Farkasbőr                           | 25.                     | 16                      | 10.                  | 43                   |
| 2025 | Kyle Alessandro                              | Lighter                          | Öngyújtó                            | 18.                     | 89                      | 8.                   | 82                   |
| 2026 |                                              |                                  |                                     |                         |                         |                      |                      |

## Szavazástörténet

### 1960–2025
| Hely | Ország        | Pont |
| ---- | ------------- | ---- |
| 1.   | Svédország    | 132  |
| 2.   | Litvánia      | 114  |
| 3.   | Dánia         | 103  |
| 4.   | Hollandia     | 85   |
| 5.   | Izrael        | 75   |
| 6.   | Finnország    | 71   |
| 7.   | Izland        | 66   |
| 8.   | Ukrajna       | 58   |
| 9.   | Lengyelország | 55   |
| 10.  | Svájc         | 51   |

| Hely | Ország     | Pont |
| ---- | ---------- | ---- |
| 1.   | Dánia      | 128  |
| 2.   | Svédország | 110  |
| 3.   | Hollandia  | 100  |
| 4.   | Litvánia   | 88   |
| 5.   | Izland     | 83   |
| 6.   | Lettország | 76   |
| 7.   | Málta      | 73   |
| 8.   | Írország   | 71   |
| 9.   | Svájc      | 67   |
| 10.  | Moldova    | 64   |

Norvégia még sosem adott pontot az elődöntőben a következő országoknak: Monaco és Szlovákia
Norvégia még sosem kapott pontot az elődöntőben Monacótól
| Hely | Ország             | Pont |
| ---- | ------------------ | ---- |
| 1.   | Svédország         | 447  |
| 2.   | Dánia              | 221  |
| 3.   | Franciaország      | 202  |
| 4.   | Egyesült Királyság | 182  |
| 5.   | Írország           | 168  |
| 6.   | Finnország         | 160  |
| 7.   | Svájc              | 159  |
| 8.   | Izrael             | 149  |
| 9.   | Hollandia          | 143  |
| 10.  | Olaszország        | 139  |

| Hely | Ország             | Pont |
| ---- | ------------------ | ---- |
| 1.   | Svédország         | 264  |
| 2.   | Dánia              | 202  |
| 3.   | Izland             | 190  |
| 4.   | Írország           | 176  |
| 5.   | Finnország         | 167  |
| 6.   | Belgium            | 157  |
| 7.   | Hollandia          | 157  |
| 8.   | Németország        | 150  |
| 9.   | Egyesült Királyság | 138  |
| 10.  | Izrael             | 116  |

Norvégia még sosem adott pontot a döntőben a következő országoknak: Fehéroroszország, Marokkó, Montenegró, San Marino és Szlovákia
Norvégia mindegyik országtól kapott legalább egy pontot a döntőkben.

## Rendezések

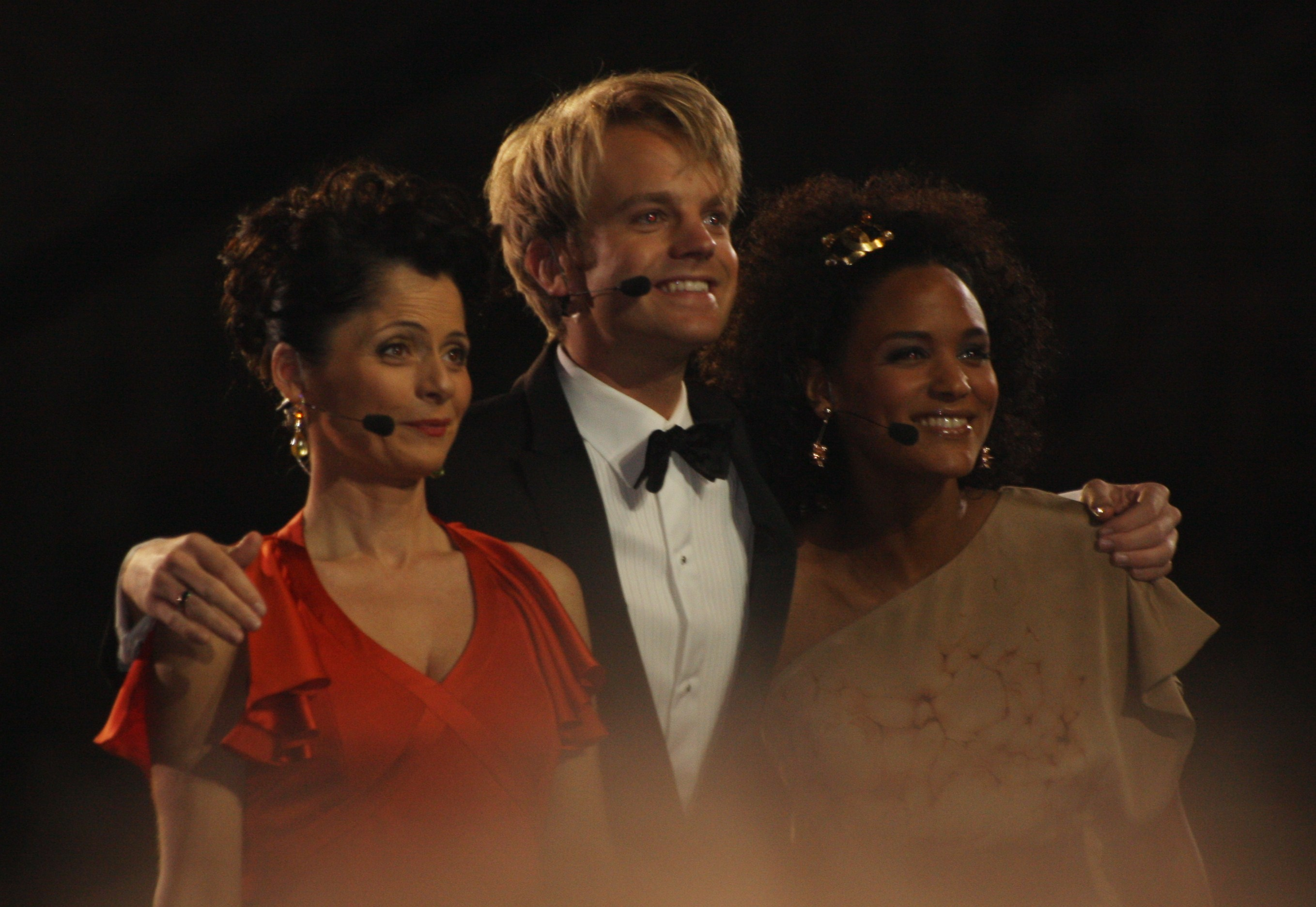
A 2010-es verseny műsorvezetői

| Év   | Város            | Helyszín      | Műsorvezető(k)                              |
| ---- | ---------------- | ------------- | ------------------------------------------- |
| 1986 | Norvégia, Bergen | Grieghallen   | Åse Kleveland                               |
| 1996 | Norvégia, Oslo   | Oslo Spektrum | Ingvild Bryn, Morten Harket                 |
| 2010 | Norvégia, Oslo   | Telenor Aréna | Erik Solbakken, Haddy N'jie, Nadia Hasnaoui |

## Háttér
| Év   | Rendező    | Kommentátor                                      | Pontbejelentő                                    |
| ---- | ---------- | ------------------------------------------------ | ------------------------------------------------ |
| 1960 | London     | Erik Diesen                                      | Kari Borg Mannsåker                              |
| 1961 | Cannes     | Leif Rustad                                      | Mette Janson                                     |
| 1962 | Luxembourg | Odd Grythe                                       | Kari Borg Mannsåker                              |
| 1963 | London     | Øivind Johnsen                                   | Roald Øyen                                       |
| 1964 | Koppenhága | Odd Grythe                                       | Sverre Christophersen                            |
| 1965 | Nápoly     | Erik Diesen                                      | Sverre Christophersen                            |
| 1966 | Luxembourg | Sverre Christophersen                            | Erik Diesen                                      |
| 1967 | Bécs       | Erik Diesen                                      | Sverre Christophersen                            |
| 1968 | London     | Roald Øyen                                       | Sverre Christophersen                            |
| 1969 | Madrid     | Sverre Christophersen                            | Janka Polanyi                                    |
| 1970 | Amszterdam | Nem vettek részt és nem közvetítették a versenyt | Nem vettek részt és nem közvetítették a versenyt |
| 1971 | Dublin     | Sverre Christophersen                            | N/A                                              |
| 1972 | Edinburgh  | Roald Øyen                                       | N/A                                              |
| 1973 | Luxembourg | John Andreassen                                  | N/A                                              |
| 1974 | Brighton   | John Andreassen                                  | Sverre Christophersen                            |
| 1975 | Stockholm  | John Andreassen                                  | Sverre Christophersen                            |
| 1976 | Hága       | Jo Vestly                                        | Sverre Christophersen                            |
| 1977 | London     | John Andreassen                                  | Sverre Christophersen                            |
| 1978 | Párizs     | Bjørn Scheele                                    | Egil Teige                                       |
| 1979 | Jeruzsálem | Egil Teige                                       | Sverre Christophersen                            |
| 1980 | Hága       | Knut Aunbu                                       | Roald Øyen                                       |
| 1981 | Dublin     | Knut Aunbu                                       | Sverre Christophersen                            |
| 1982 | Harrogate  | Bjørn Scheele                                    | Erik Diesen                                      |
| 1983 | München    | Ivar Dyrhaug                                     | Erik Diesen                                      |
| 1984 | Luxembourg | Roald Øyen                                       | Egil Teige                                       |
| 1985 | Göteborg   | Veslemøy Kjendsli                                | Erik Diesen                                      |
| 1986 | Bergen     | Knut Bjørnsen                                    | Nina Matheson                                    |
| 1987 | Brüsszel   | John Andreassen és Tor Paulsen                   | Sverre Christophersen                            |
| 1988 | Dublin     | John Andreassen                                  | Andreas Diesen                                   |
| 1989 | Lausanne   | John Andreassen                                  | Sverre Christophersen                            |
| 1990 | Zágráb     | Leif Erik Forberg                                | Sverre Christophersen                            |
| 1991 | Róma       | John Andreassen és Jahn Teigen                   | Sverre Christophersen                            |
| 1992 | Malmö      | John Andreassen                                  | Sverre Christophersen                            |
| 1993 | Millstreet | Leif Erik Forberg                                | Sverre Christophersen                            |
| 1994 | Dublin     | John Andreassen                                  | Sverre Christophersen                            |
| 1995 | Dublin     | Annette Groth                                    | Sverre Christophersen                            |
| 1996 | Oslo       | Jostein Pedersen                                 | Ragnhild Sælthun Fjørtoft                        |
| 1997 | Dublin     | Jostein Pedersen                                 | Ragnhild Sælthun Fjørtoft                        |
| 1998 | Birmingham | Jostein Pedersen                                 | Ragnhild Sælthun Fjørtoft                        |
| 1999 | Jeruzsálem | Jostein Pedersen                                 | Ragnhild Sælthun Fjørtoft                        |
| 2000 | Stockholm  | Jostein Pedersen                                 | Marit Åslein                                     |
| 2001 | Koppenhága | Jostein Pedersen                                 | Roald Øyen                                       |
| 2002 | Tallinn    | Jostein Pedersen                                 | Nem vettek részt                                 |
| 2003 | Riga       | Jostein Pedersen                                 | Roald Øyen                                       |
| 2004 | Isztambul  | Jostein Pedersen                                 | Ingvild Helljesen                                |
| 2005 | Kijev      | Jostein Pedersen                                 | Ingvild Helljesen                                |
| 2006 | Athén      | Jostein Pedersen                                 | Ingvild Helljesen                                |
| 2007 | Helsinki   | Per Sundnes                                      | Synnøve Svabø                                    |
| 2008 | Belgrád    | Per Sundnes és Hanne Hoftun                      | Stian Barsnes-Simonsen                           |
| 2009 | Moszkva    | Synnøve Svabø                                    | Stian Barsnes-Simonsen                           |
| 2010 | Oslo       | Olav Viksmo-Slettan                              | Anne Rimmen                                      |
| 2011 | Düsseldorf | Olav Viksmo-Slettan                              | Nadia Hasnaoui                                   |
| 2012 | Baku       | Olav Viksmo-Slettan                              | Nadia Hasnaoui                                   |
| 2013 | Malmö      | Olav Viksmo-Slettan                              | Tooji                                            |
| 2014 | Koppenhága | Olav Viksmo-Slettan                              | Margrethe Røed                                   |
| 2015 | Bécs       | Olav Viksmo-Slettan                              | Margrethe Røed                                   |
| 2016 | Stockholm  | Olav Viksmo-Slettan                              | Elisabeth Andreassen                             |
| 2017 | Kijev      | Olav Viksmo-Slettan                              | Marcus & Martinus                                |
| 2018 | Lisszabon  | Olav Viksmo-Slettan                              | Aleksander Walmann és JOWST                      |
| 2019 | Tel-Aviv   | Olav Viksmo-Slettan                              | Alexander Rybak                                  |
| 2021 | Rotterdam  | Marte Stokstad                                   | Silje Skjemstad Cruz                             |
| 2022 | Torino     | Marte Stokstad                                   | TIX                                              |
| 2023 | Liverpool  | Marte Stokstad                                   | Ben Adams                                        |
| 2024 | Malmö      | Marte Stokstad                                   | Ingvild Helljesen                                |
| 2025 | Bázel      | Marte Stokstad                                   | Tom Hugo                                         |
| 2026 | Bécs       |                                                  |                                                  |

## Díjak

### Barbara Dex-díj
| Év   | Előadó | Dal          | Eredmény az Eurovízión | Eredmény az Eurovízión | Helyszín  |
| Év   | Előadó | Dal          | Helyezés               | Pontszám               | Helyszín  |
| ---- | ------ | ------------ | ---------------------- | ---------------------- | --------- |
| 2021 | TIX    | Fallen Angel | 18.                    | 75                     | Rotterdam |

### Marcel Bezençon-díj
| Kategória       | Év   | Előadó                    | Dal               | Zeneszerző(k) Szöveg / zene | Eredmény az Eurovízión | Eredmény az Eurovízión | Helyszín |
| Kategória       | Év   | Előadó                    | Dal               | Zeneszerző(k) Szöveg / zene | Helyezés               | Pontszám               | Helyszín |
| --------------- | ---- | ------------------------- | ----------------- | --------------------------- | ---------------------- | ---------------------- | -------- |
| Sajtódíj        | 2009 | Alexander Rybak           | Fairytale         | Alexander Rybak             | 1.                     | 387                    | Moszkva  |
| Zeneszerzői díj | 2015 | Mørland & Debrah Scarlett | A Monster Like Me | Kjetil Mørland              | 8.                     | 102                    | Bécs     |

### OGAE-szavazás
| Kategória              | Év   | Előadó          | Dal       | Eredmény az Eurovízión | Eredmény az Eurovízión | Helyszín |
| Kategória              | Év   | Előadó          | Dal       | Helyezés               | Pontszám               | Helyszín |
| ---------------------- | ---- | --------------- | --------- | ---------------------- | ---------------------- | -------- |
| OGAE Song Contest Poll | 2009 | Alexander Rybak | Fairytale | 1.                     | 387                    | Moszkva  |

### ESC Radio Awards
| Kategória            | Év   | Előadó          | Dal               | Eredmény az Eurovízión | Eredmény az Eurovízión | Helyszín |
| Kategória            | Év   | Előadó          | Dal               | Helyezés               | Pontszám               | Helyszín |
| -------------------- | ---- | --------------- | ----------------- | ---------------------- | ---------------------- | -------- |
| Legjobb férfi előadó | 2009 | Alexander Rybak | Fairytale         | 1.                     | 387                    | Moszkva  |
| Legjobb dal          | 2009 | Alexander Rybak | Fairytale         | 1.                     | 387                    | Moszkva  |
| Legjobb együttes     | 2019 | KEiiNO          | Spirit in the Sky | 6.                     | 331                    | Tel-Aviv |

## Galéria

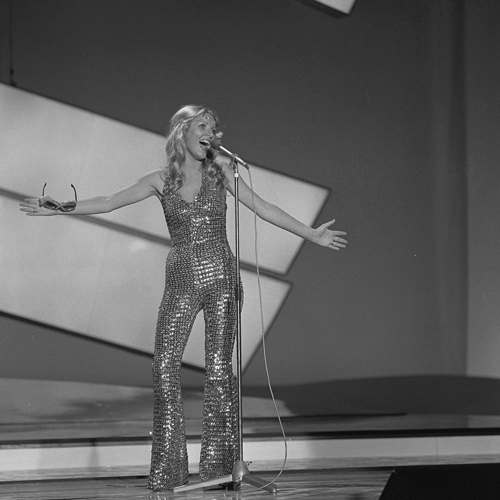
Anne-Karine Strøm Hágában (1976)
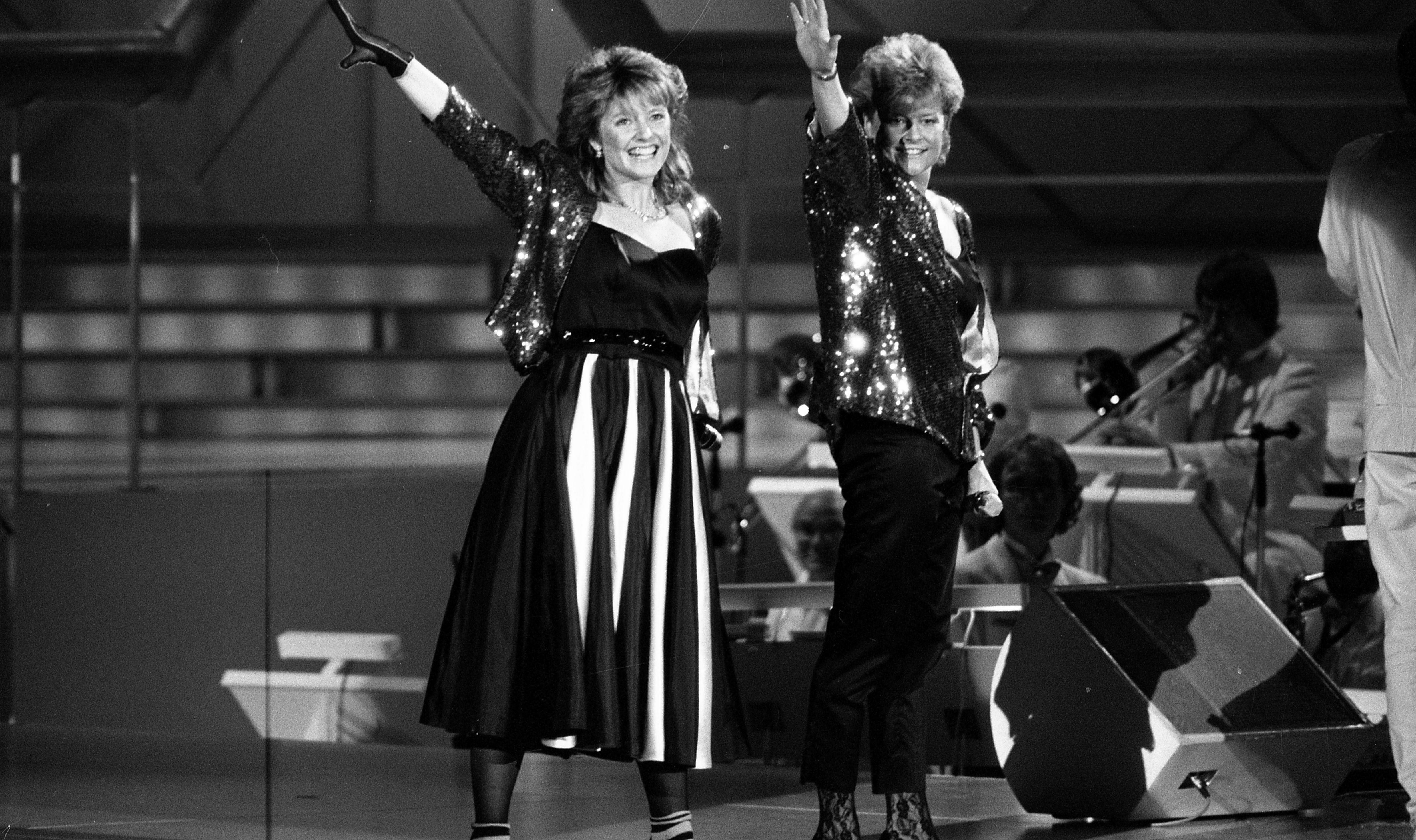
Bobbysocks Götteborgban (1985)
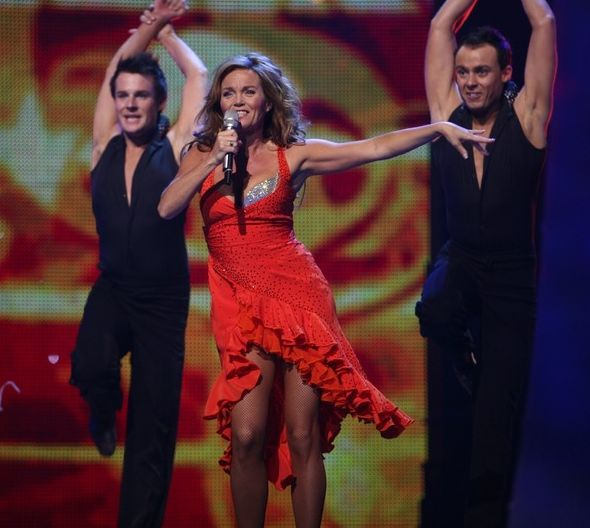
Guri Schanke Helsinkiben (2007)
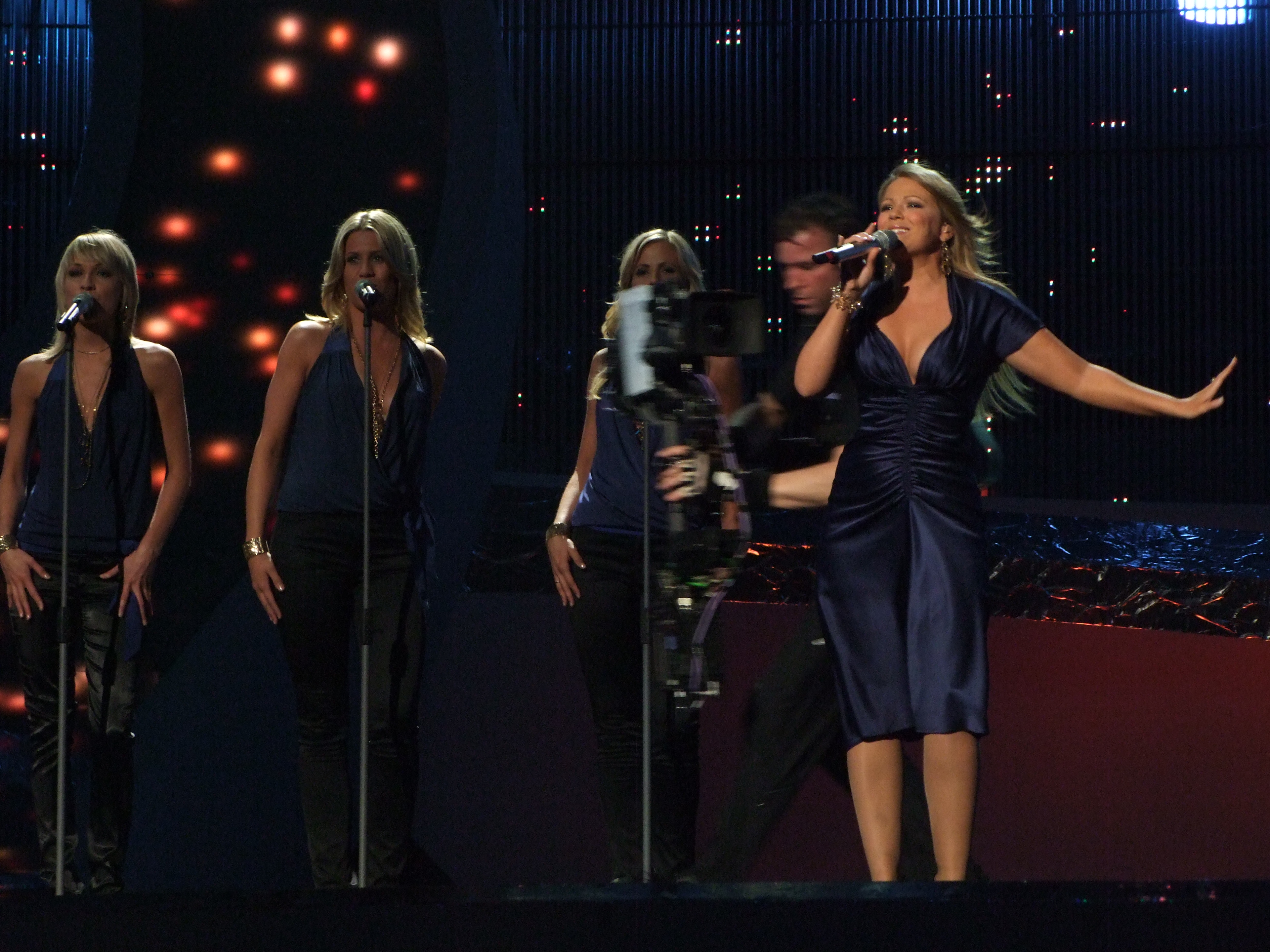
Maria Belgrádban (2008)
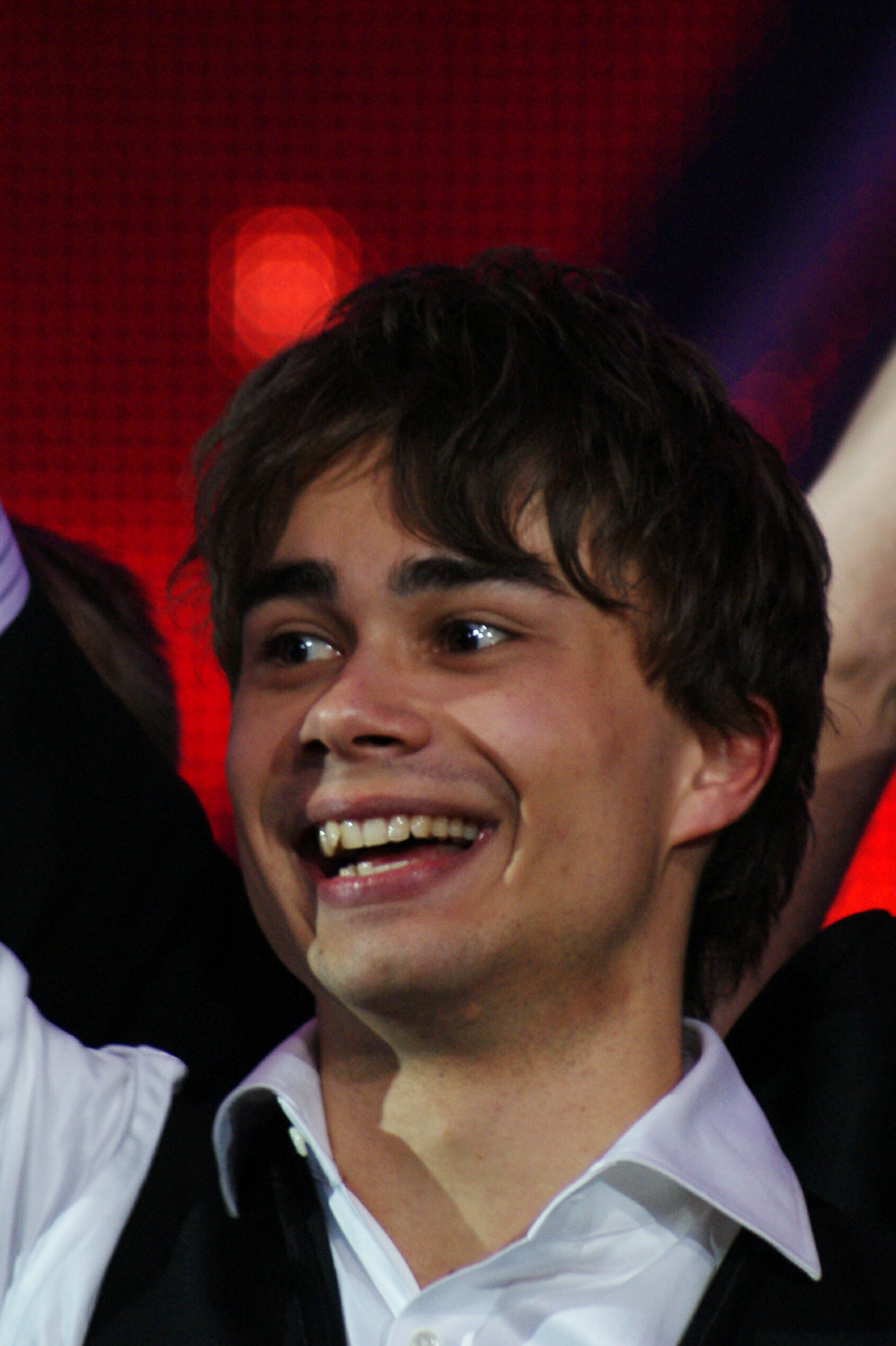
Alexander Rybak Moszkvában (2009)
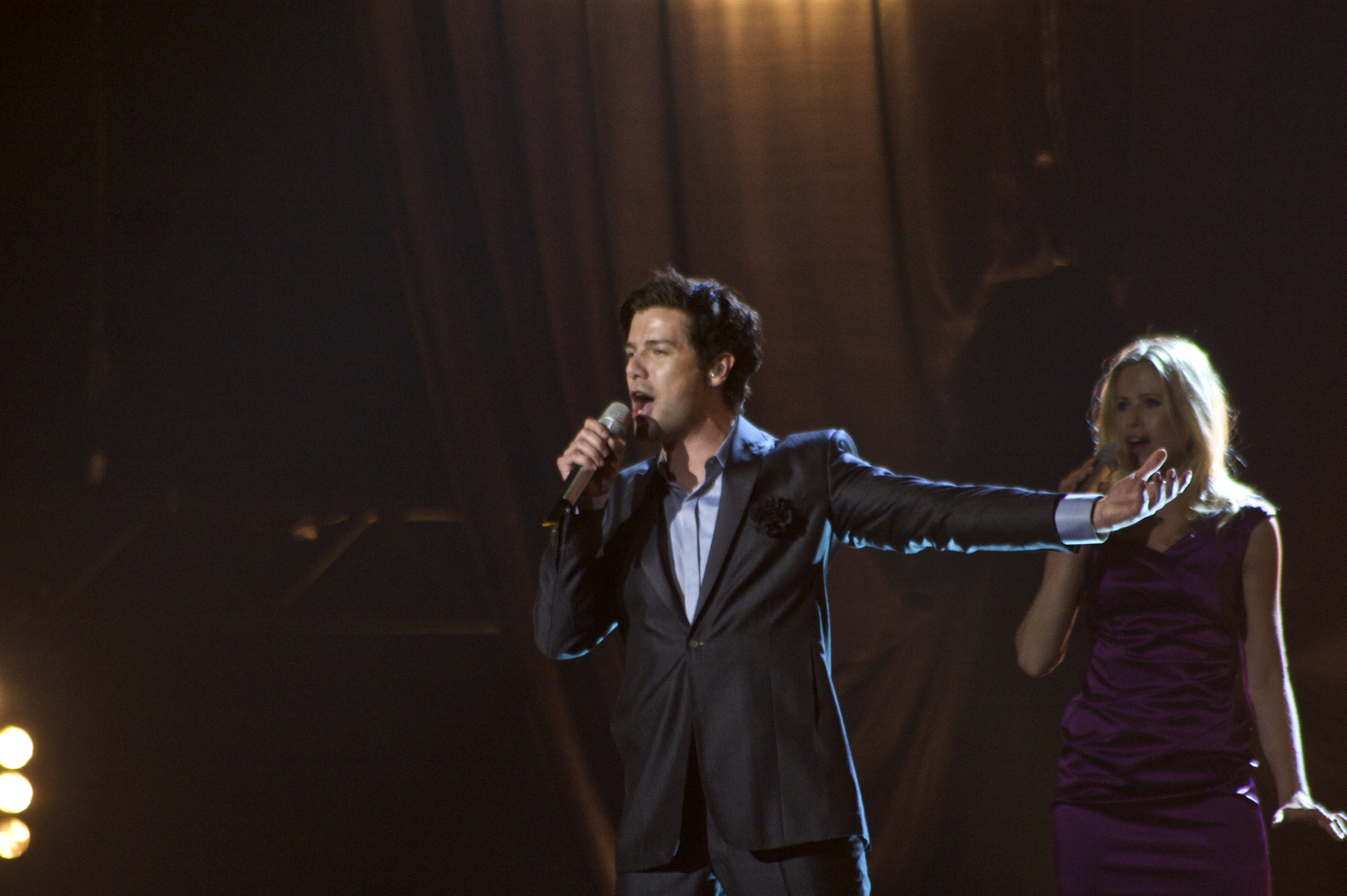
Didrik Solli-Tangen Osloban (2010)
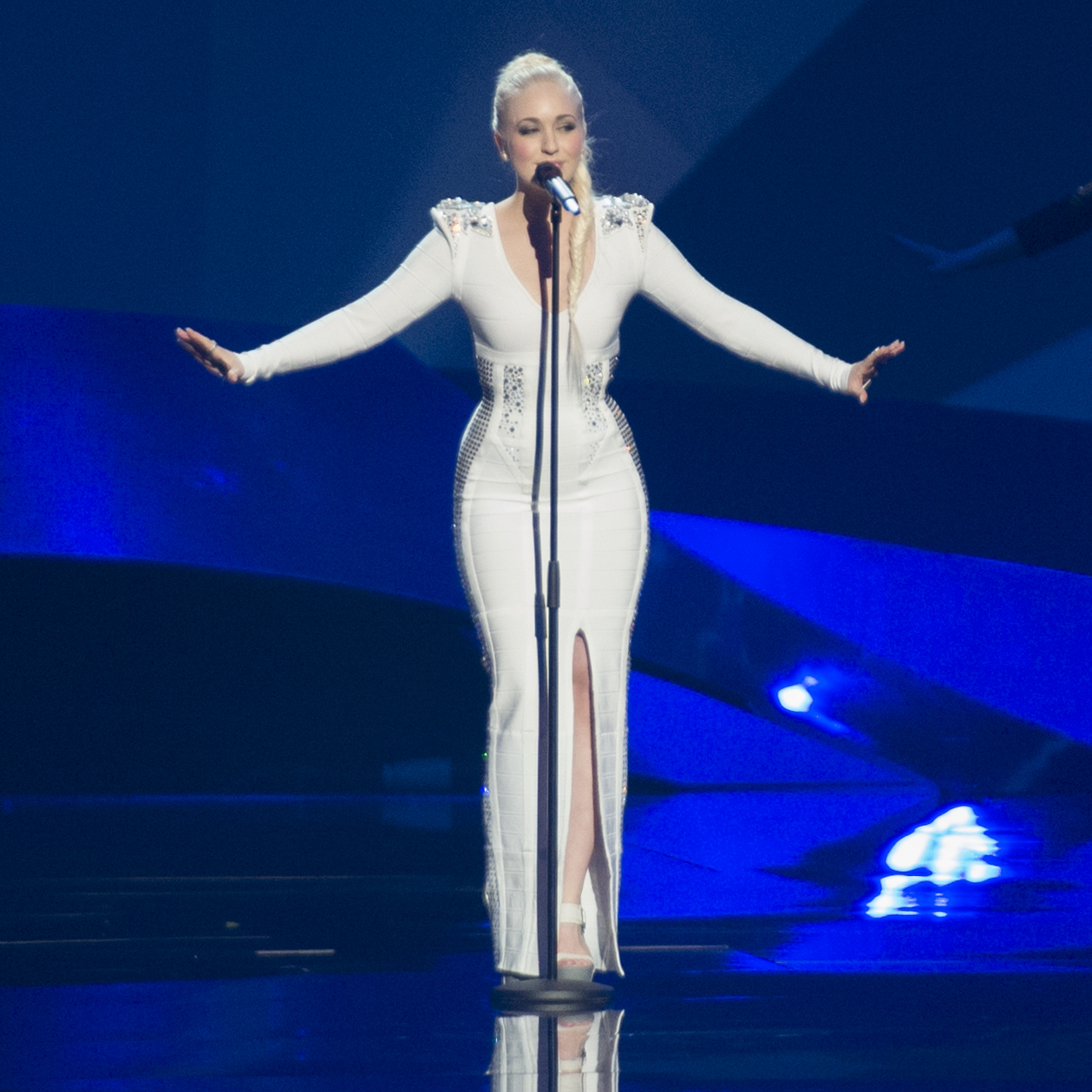
Margaret Berger Malmöben (2013)
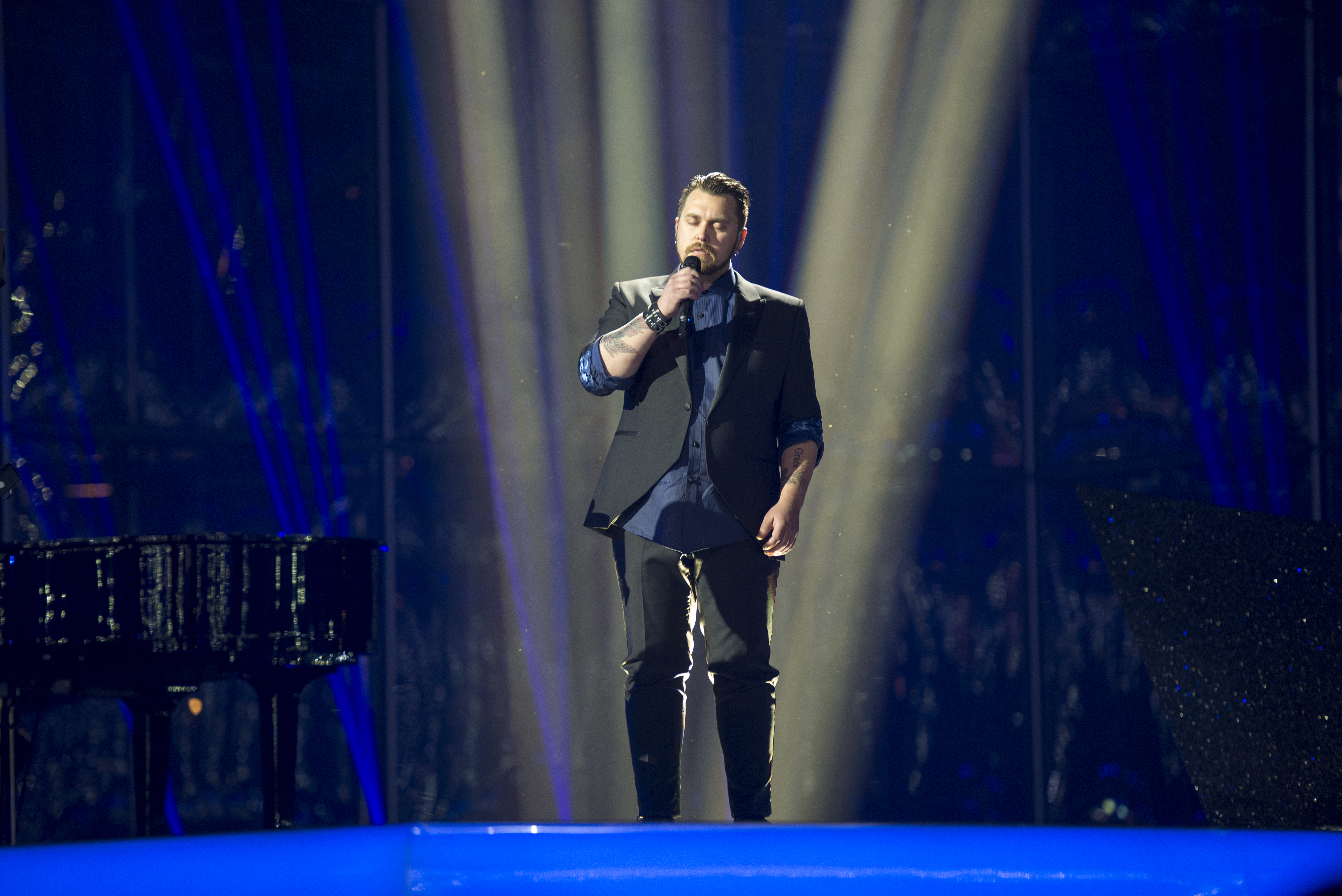
Carl Espen Koppenhágában (2014)
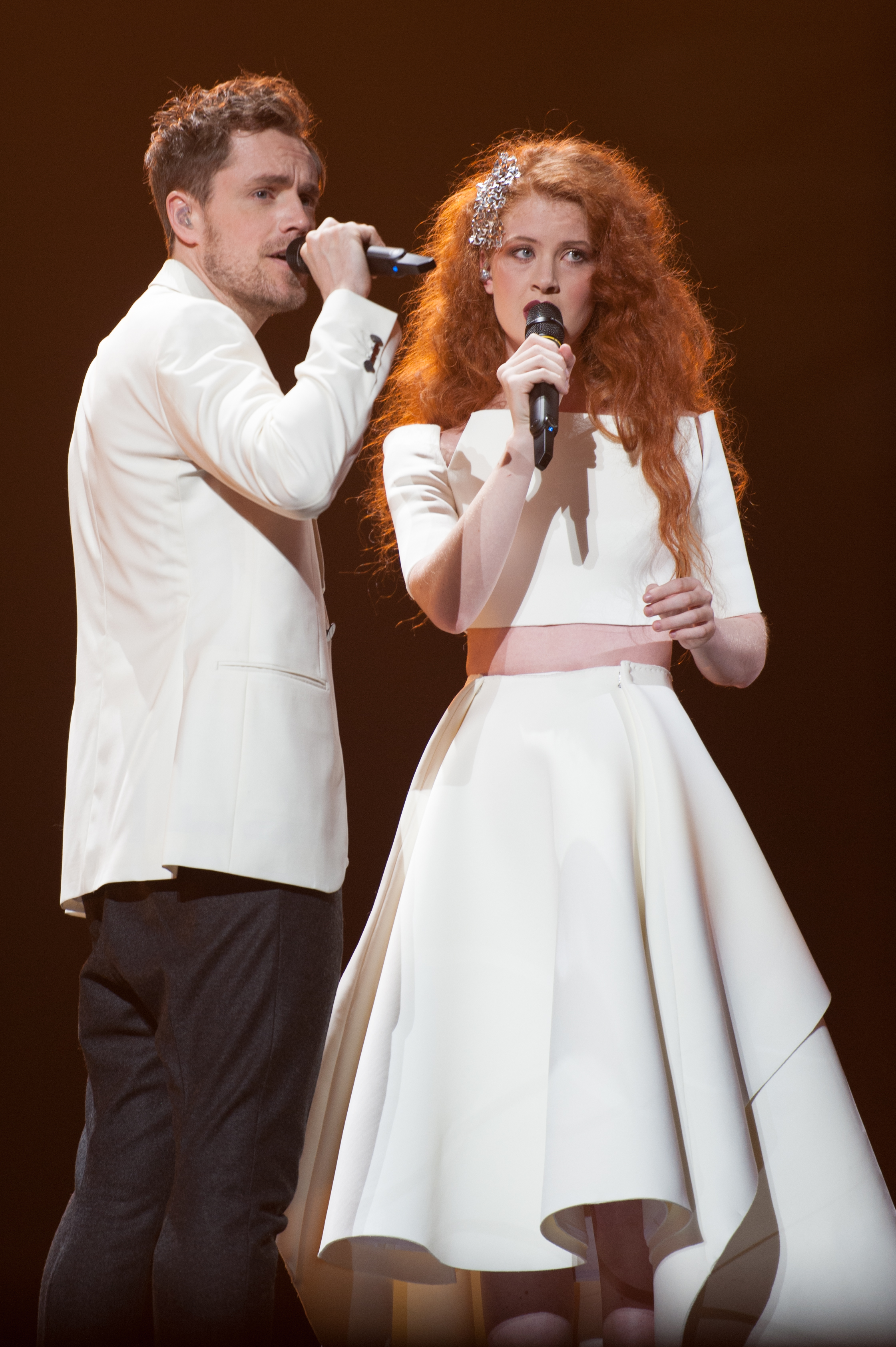
Mørland & Debrah Scarlett Bécsben (2015)
Agnete Stockholmban (2016)
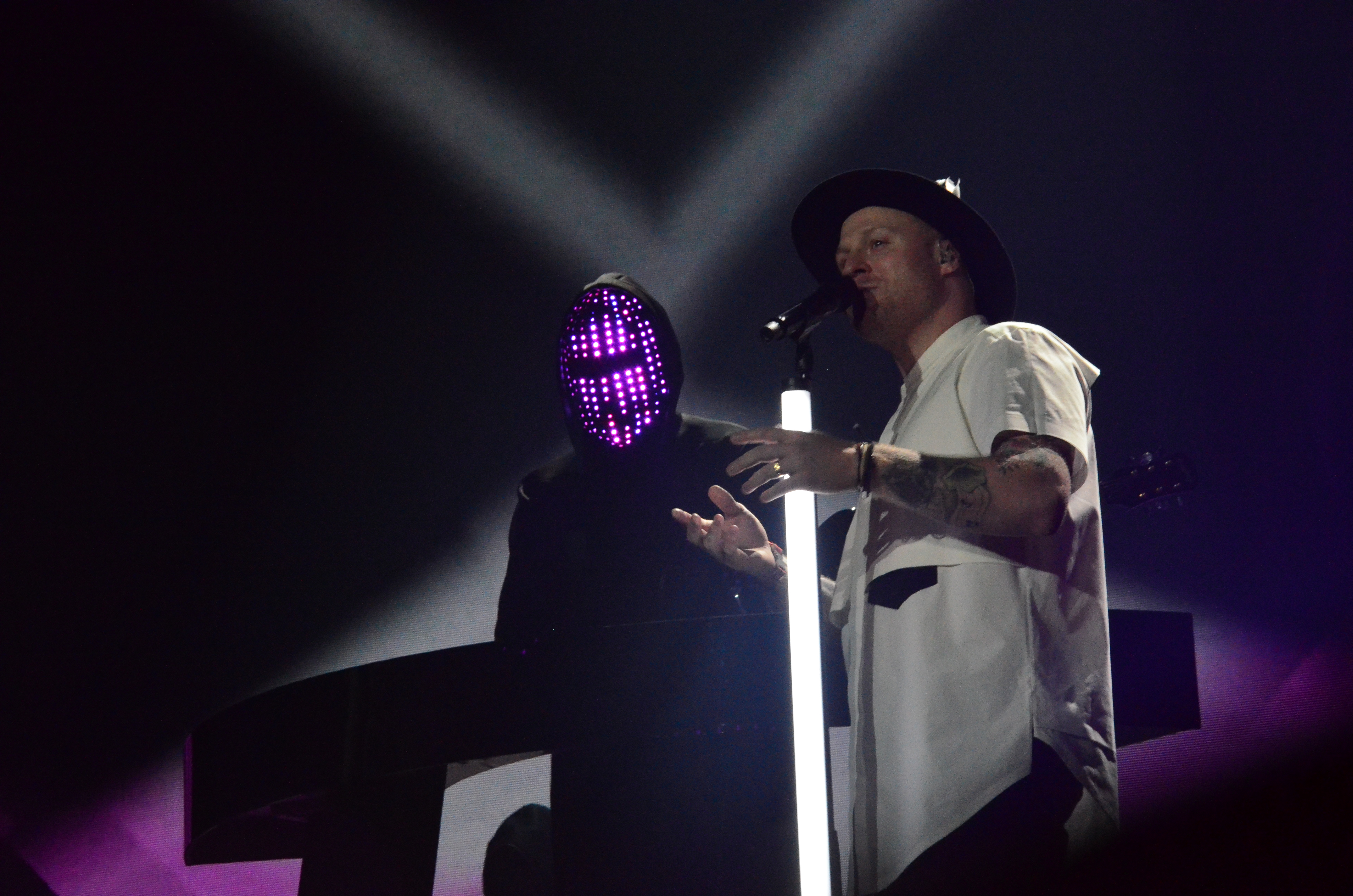
JOWST Kijevben (2017)
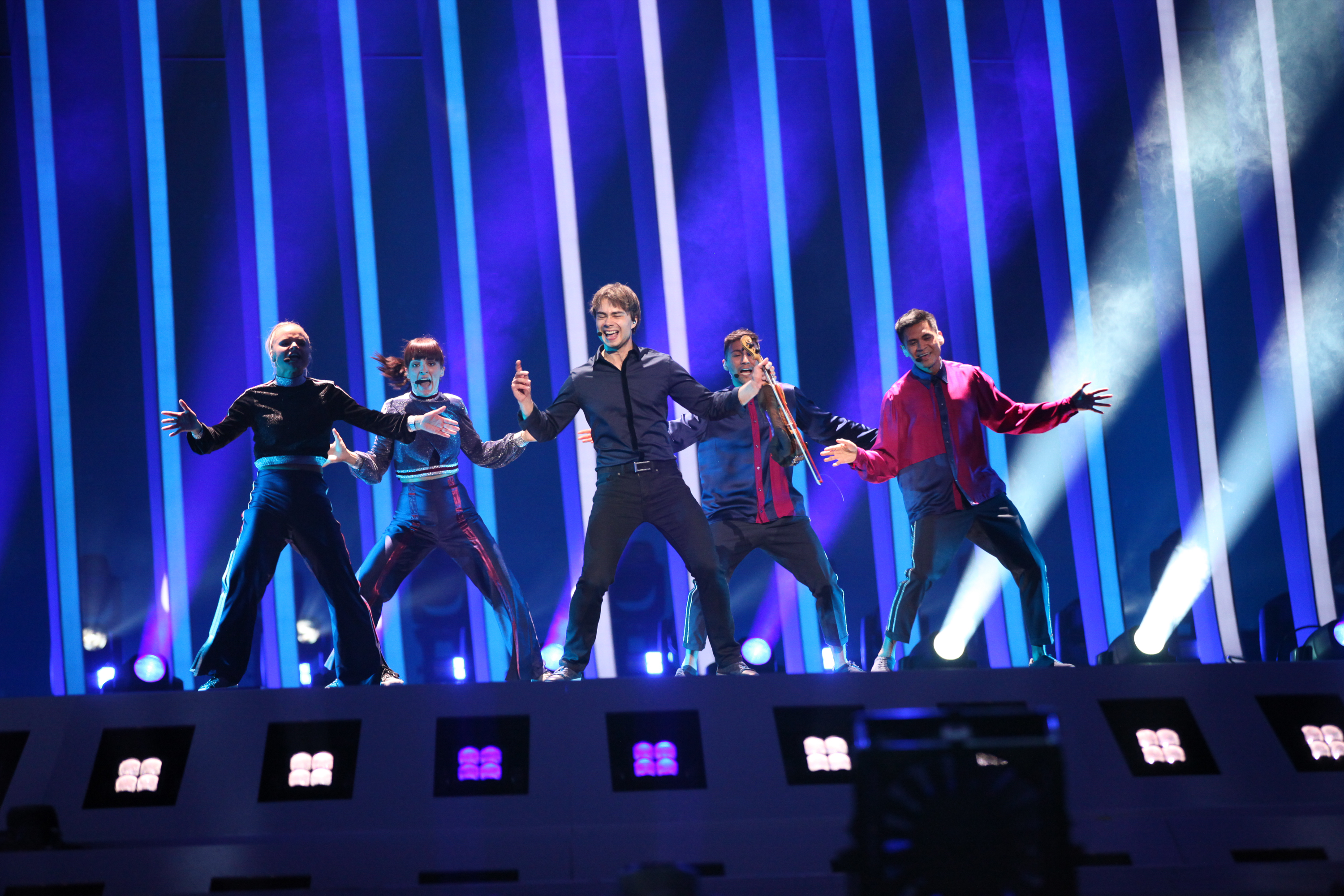
Alexander Rybak Lisszabonban (2018)
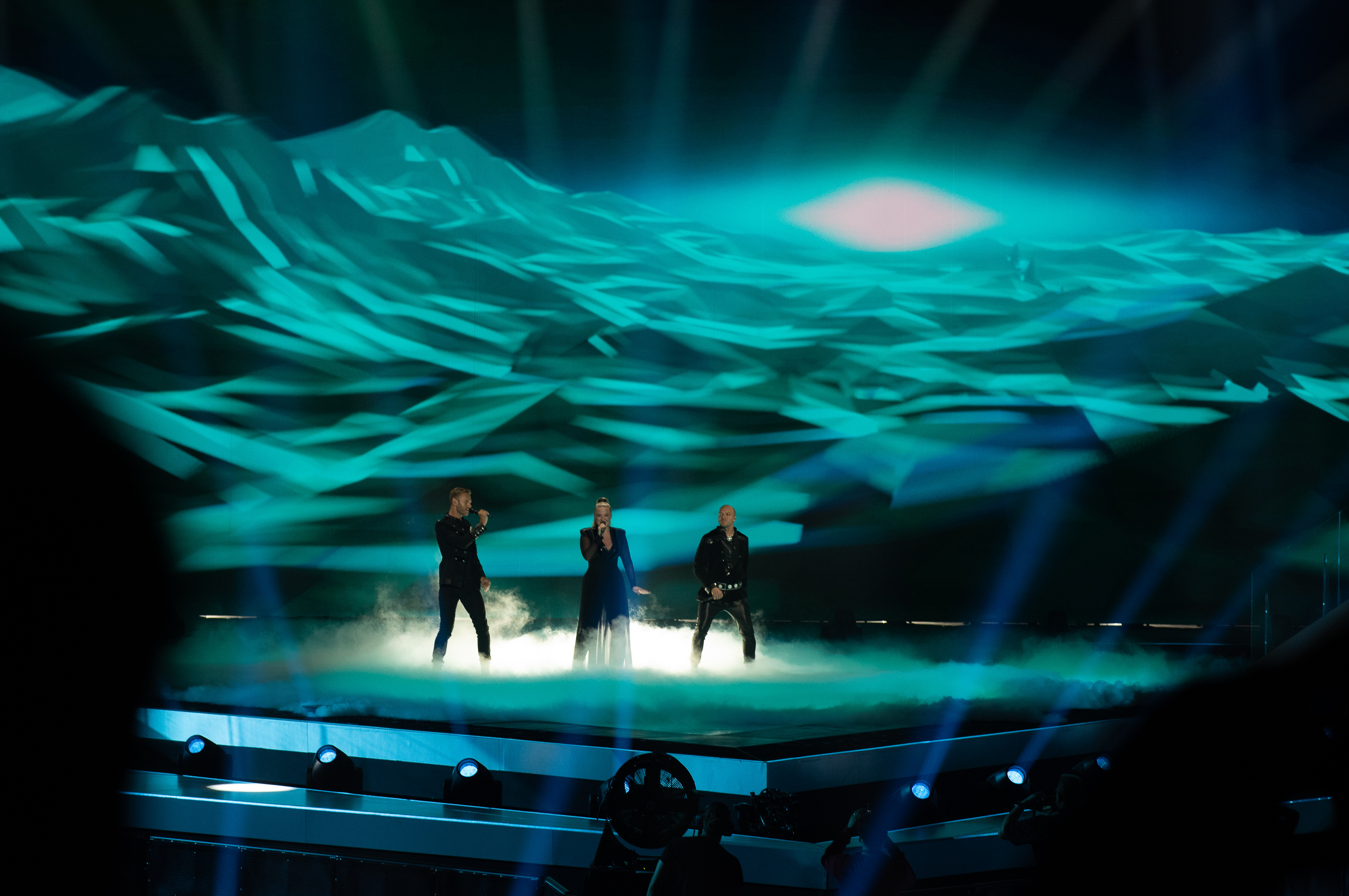
A KEiiNO Tel-Avivban (2019)
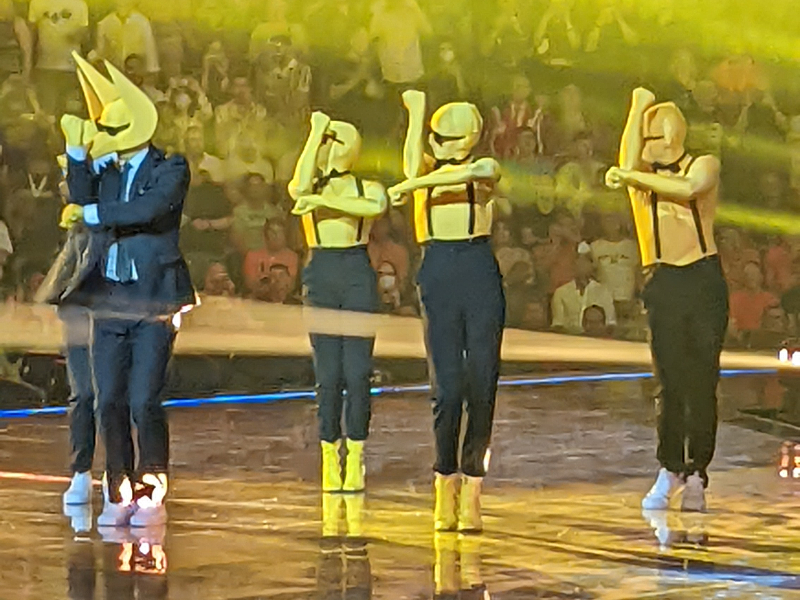
A Subwoolfer Torinóban (2022)
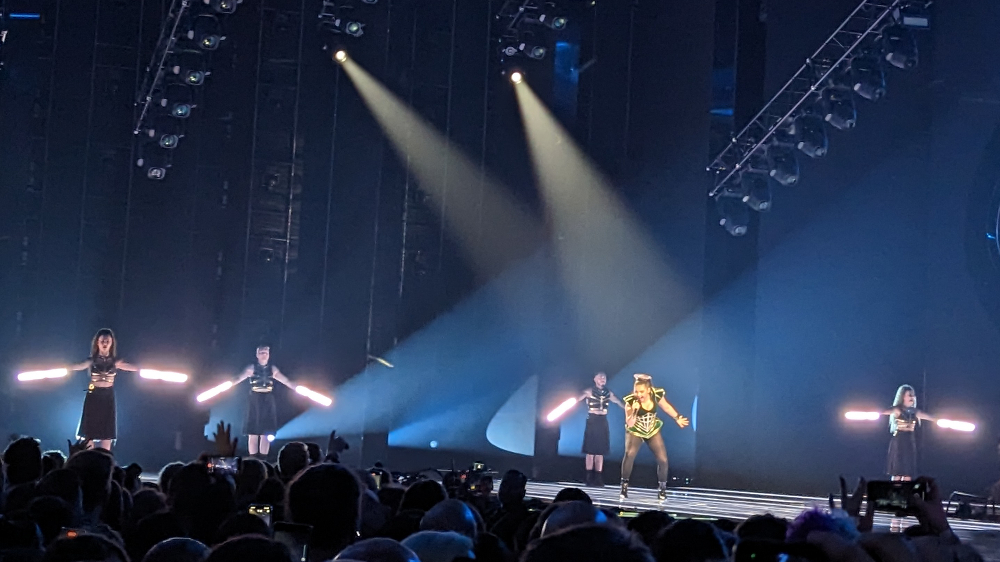
Alessandra Liverpoolban (2023)
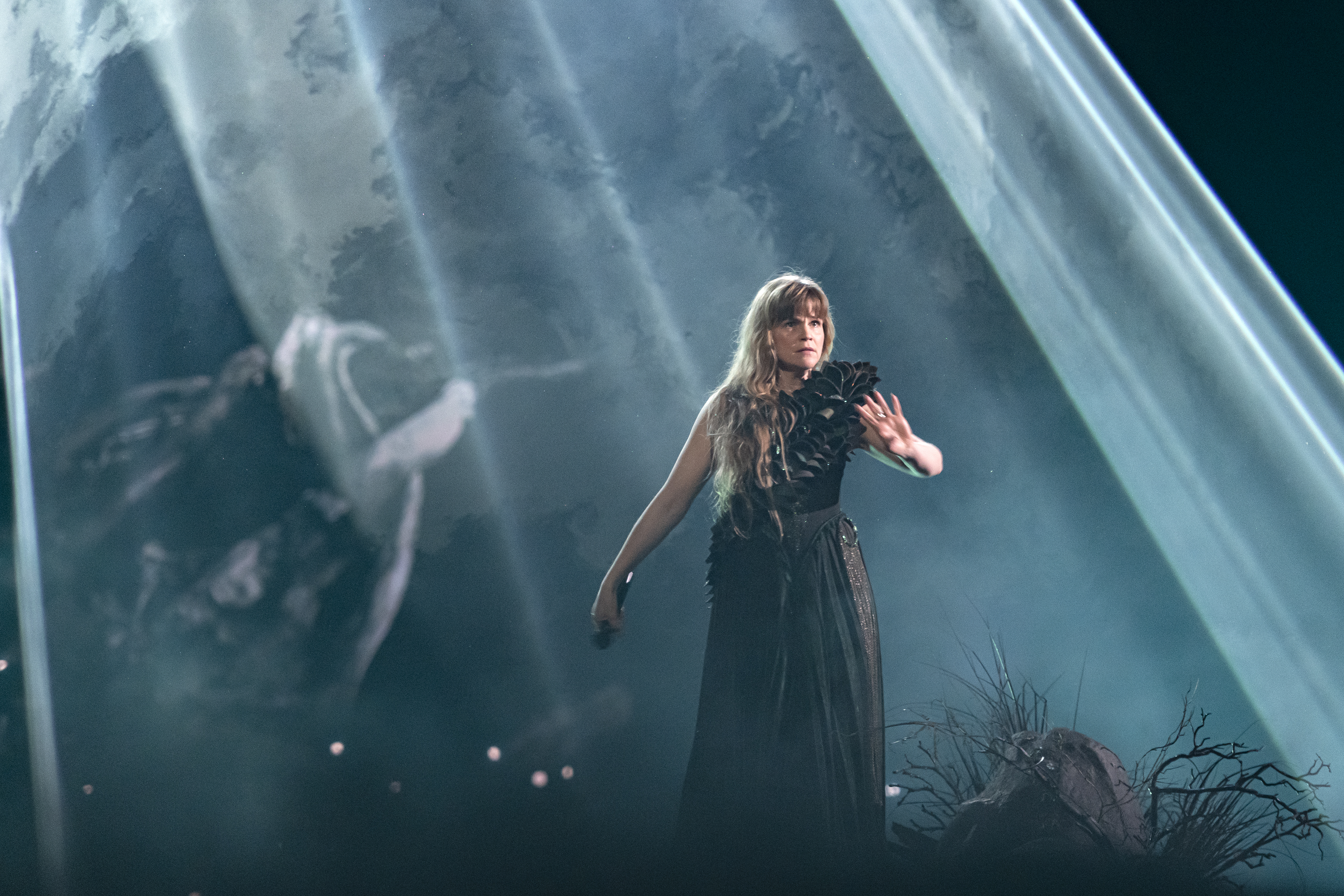
A Gåte Malmőben (2024)
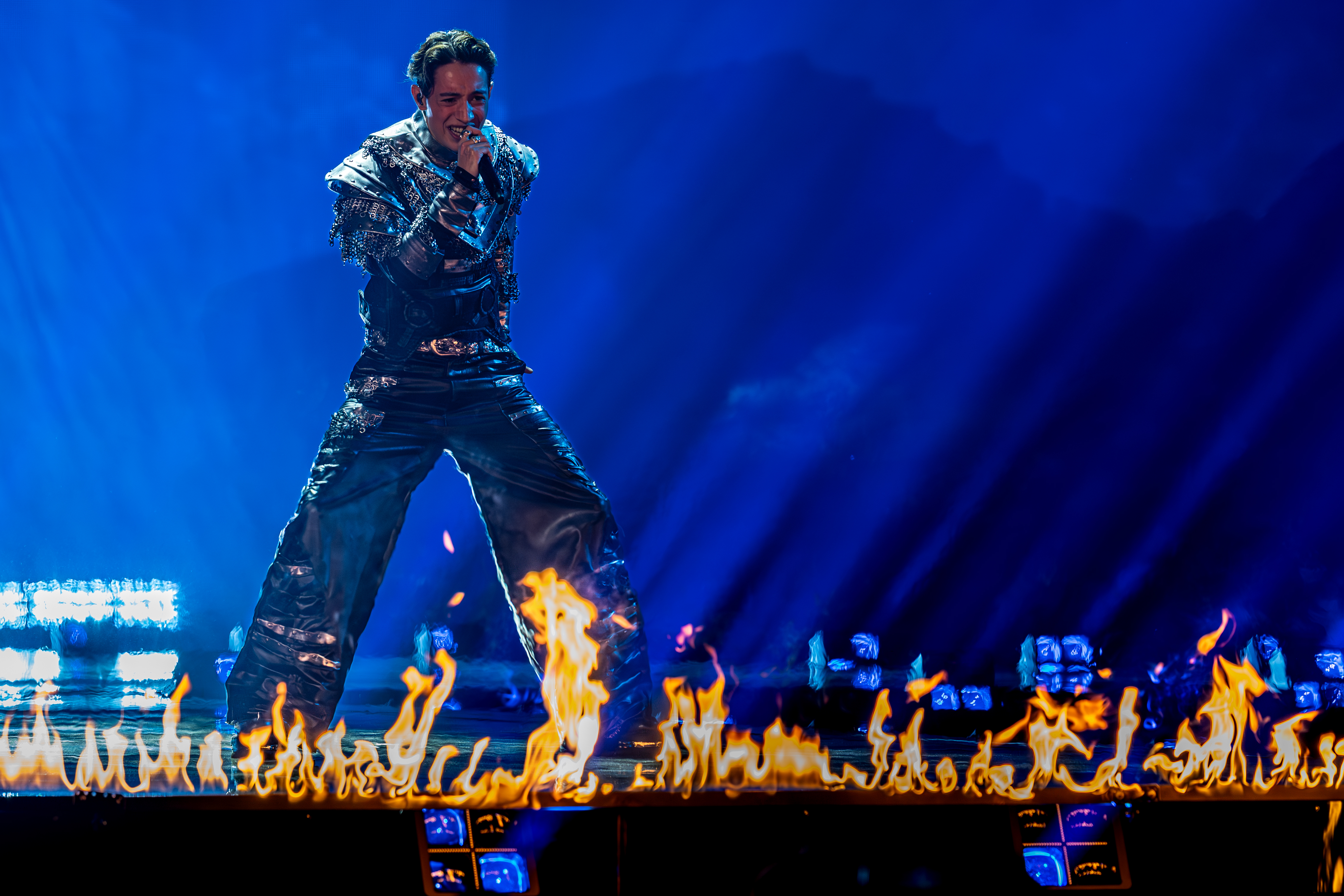
Kyle Alessandro Bázelben (2025)